# Marjory Nyaumwe
Marjory Nyaumwe (10 de julho de 1987) é uma futebolista zimbabuense que atua como meia. 

## Carreira
Marjory Nyaumwe fez parte do elenco da Seleção Zimbabuana de Futebol Feminino, nas Olimpíadas de 2016. 